# Euroliga 2009-10
La temporada 2009-10 de la Euroliga (la máxima competición de clubes de baloncesto de Europa) se disputó del 29 de septiembre de 2009 hasta el 9 de mayo de 2010 y fue organizada por la Unión de Ligas Europeas de Baloncesto (ULEB).
Los mejores 30 clubes europeos de baloncesto de 15 países diferentes compitieron por el título de campeón de clubes europeo, el cual fue ganado por el Regal F. C. Barcelona en la ciudad de París.

## Equipos participantes
| España (Liga ACB)      | 4 |                              |                                            |
| España (Liga ACB)      | 4 | Regal F. C. Barcelona (1)    | Palau Blaugrana (8.250)                    |
| España (Liga ACB)      | 4 | Caja Laboral Baskonia (2)    | Fernando Buesa Arena (9.900)               |
| España (Liga ACB)      | 4 | Unicaja Málaga (3)           | Palacio José María Martín Carpena (10.500) |
| España (Liga ACB)      | 4 | Real Madrid CF (4)           | Palacio de Vistalegre (15.000)             |
| Italia (Lega A)        | 4 |                              |                                            |
| Italia (Lega A)        | 4 | Montepaschi Siena (1)        | Palasport Mens Sana (7.025)                |
| Italia (Lega A)        | 4 | Armani Jeans Milán (2)       | Mediolanum Forum (12.000)                  |
| Italia (Lega A)        | 4 | Benetton Treviso (3)         | Palaverde (5.134)                          |
| Italia (Lega A)        | 4 | Lottomatica Roma (5)         | PalaLottomatica (11.200)                   |
| Grecia (ESAKE A1)      | 4 |                              |                                            |
| Grecia (ESAKE A1)      | 4 | Panathinaikos BC (1)         | Olympic Indoor Hall (19.250)               |
| Grecia (ESAKE A1)      | 4 | Olympiacos BC (2)            | Estadio de la Paz y la Amistad (14.905)    |
| Grecia (ESAKE A1)      | 4 | Maroussi BC (3)              | Olympic Indoor Hall (19.250)               |
| Grecia (ESAKE A1)      | 4 | Aris Salónica BC (4)         | Alexandreio Melathron (5.500)              |
| Francia (LNB Pro A)    | 3 |                              |                                            |
| Francia (LNB Pro A)    | 3 | ASVEL Lyon-Villeurbanne (1)  | L'Astroballe (5.800)                       |
| Francia (LNB Pro A)    | 3 | Entente Orléans Loiret (2)   | Zénith d'Orléans (6.900)                   |
| Francia (LNB Pro A)    | 3 | Le Mans Sarthe Basket (3)    | Antarès (6.003)                            |
| Rusia (Superleague A)  | 2 |                              |                                            |
| Rusia (Superleague A)  | 2 | PBC CSKA Moscú (1)           | CSKA Universal Sports Hall (5.500)         |
| Rusia (Superleague A)  | 2 | BC Khimki (2)                | Novator Stadium (6.000)                    |
| Turquía (TBL)          | 2 |                              |                                            |
| Turquía (TBL)          | 2 | Efes Pilsen SK (1)           | Abdi İpekçi Arena (12.500)                 |
| Turquía (TBL)          | 2 | Fenerbahçe Ülker (2)         | Abdi İpekçi Arena (12.500)                 |
| Lituania (LKL)         | 2 |                              |                                            |
| Lituania (LKL)         | 2 | BC Lietuvos Rytas (1)        | Siemens Arena (11.000)                     |
| Lituania (LKL)         | 2 | BC Žalgiris Kaunas (2)       | Kaunas Sports Hall (5.000)                 |
| Alemania (BBL)         | 2 |                              |                                            |
| Alemania (BBL)         | 2 | EWE Baskets Oldenburg (1)    | Weser-Ems-Halle (5.118)                    |
| Alemania (BBL)         | 2 | ALBA Berlin (3)              | O2 World (16.000)                          |
| Serbia (KLS)           | 1 |                              |                                            |
| Serbia (KLS)           | 1 | KK Partizan Belgrado (1)     | Pionir Hall (8.150)                        |
| Croacia (A1 Liga)      | 1 |                              |                                            |
| Croacia (A1 Liga)      | 1 | KK Cibona Zagreb (1)         | Dražen Petrović Basketball Hall (5.400)    |
| Israel (BSL)           | 1 |                              |                                            |
| Israel (BSL)           | 1 | Maccabi Electra Tel Aviv (1) | Nokia Arena (11.700)                       |
| Eslovenia (SKL)        | 1 |                              |                                            |
| Eslovenia (SKL)        | 1 | KK Olimpia Ljubljana (1)     | Dvorana Tivoli (6.000)                     |
| Polonia (PLK)          | 1 |                              |                                            |
| Polonia (PLK)          | 1 | Asseco Prokom Gdynia (1)     | Hala Olivia (5.500)                        |
| Bélgica (Ligue Ethias) | 1 |                              |                                            |
| Bélgica (Ligue Ethias) | 1 | Spirou Charleroi (1)         | Spiroudome (7.560)                         |
| Letonia (LBL)          | 1 |                              |                                            |
| Letonia (LBL)          | 1 | BK Ventspils (1)             | Arena Riga (12.500)                        |

|  | Campeón de la Euroliga |
|  | Eliminado en la previa |

1. ↑  La Liga ACB tenía derecho a tres lugares en la Euroliga por la fórmula estándar. Sin embargo, debido a que cuatro clubes ACB ostentaban el cupo de licencias tipo A, la liga tenía un mínimo de cuatro plazas. (Los primeros cuatro lugares en la Liga ACB 2008-09 fueron ocupados por los titulares de una licencia.)
2. 1 2 3 4 5 6 7 8  El equipo compitió en las rondas de clasificación.
3. ↑  La Liga A también tenía derecho a tres plazas según la fórmula estándar. Sin embargo durante la temporada 2008-09 sólo uno de los dos equipos titulares de la licencia A acabó entre los tres primeros, el Montepaschi Siena. Como resultado, Lottomatica Roma ganó un lugar extra para Lega A, en virtud de su licencia.
4. 1 2 3  La ULEB concedió una "wild card" a ALBA Berlín, Le Mans y a Aris Salónica. El Aris fue elegido por la A1 Ethniki en el cuarto puesto para ir junto a las tres plazas habituales.
5. 1 2  El Lietuvos Rytas fue el campeón de la ULEB Eurocup 2008-09, que le otorgó una "Licencia C" de una temporada en la fase regular de la Euroliga. Sin embargo, el club también ganó durante una temporada una "Licencia B" de la Euroliga al ganar su campeonato nacional, y la clasificación de la liga fue lo suficientemente alta para dar al Rytas entrada directa a la temporada regular. Como resultado, la licencia C fue para el Khimki de Moscú de la Superliga de baloncesto de Rusia como finalista de la ULEB Eurocup 2008-09.

## Fase previa

### Primera fase previa
El Equipo #1 juega como local en el primer partido, mientras que el Equipo #2 lo hace en el segundo partido.
| Equipo #1             | Agr.    | Equipo #2              | Par. 1.º | Par. 2.º |
| --------------------- | ------- | ---------------------- | -------- | -------- |
| Spirou Charleroi      | 111–134 | Entente Orléans Loiret | 55–53    | 56–81    |
| BK Ventspils          | 154–161 | Benetton Treviso       | 78–73    | 76–88    |
| Le Mans Sarthe Basket | 123–137 | ALBA Berlin            | 61–60    | 62–77    |
| Aris Salónica BC      | 129–156 | Maroussi BC            | 69–67    | 60–89    |

### Segunda fase previa
El Equipo #1 juega como local en el primer partido, mientras que el Equipo #2 lo hace en el segundo partido.
| Equipo #1        | Agr.    | Equipo #2              | Par. 1.º | Par. 2.º |
| ---------------- | ------- | ---------------------- | -------- | -------- |
| Benetton Treviso | 155–162 | Entente Orléans Loiret | 73–82    | 82–80    |
| Maroussi BC      | 149–145 | ALBA Berlin            | 79–70    | 70–75    |

## Primera fase
Los cuatro primeros de cada grupo alcanzaron el Top 16.
| Clave para los grupos                       |
| ------------------------------------------- |
| Equipos clasificados para la siguiente fase |
| Equipos eliminados                          |

### Grupo A
|    | Equipo                  | PJ | PG | PP | PF  | PC  | Dif  |
| -- | ----------------------- | -- | -- | -- | --- | --- | ---- |
| 1. | Regal F. C. Barcelona   | 10 | 10 | 0  | 833 | 625 | +208 |
| 2. | Montepaschi Siena       | 10 | 8  | 2  | 830 | 689 | +141 |
| 3. | BC Žalgiris Kaunas      | 10 | 3  | 7  | 673 | 739 | -66  |
| 4. | KK Cibona Zagreb        | 10 | 3  | 7  | 637 | 742 | -105 |
| 5. | ASVEL Lyon-Villeurbanne | 10 | 3  | 7  | 680 | 749 | -69  |
| 6. | Fenerbahçe Ülker        | 10 | 3  | 7  | 690 | 799 | -109 |

|      | FCBA  | MONT  | ŽALG  | CIBN  | ASVE  | FENE   |
| ---- | ----- | ----- | ----- | ----- | ----- | ------ |
| FCBA | –     | 85–70 | 89–55 | 81–59 | 76–62 | 89–55  |
| MONT | 65–84 | –     | 84–64 | 90–64 | 83–74 | 101–58 |
| ŽALG | 70–77 | 72–83 | –     | 68–61 | 71–52 | 78–84  |
| CIBN | 66–80 | 40–85 | 64–52 | –     | 73–71 | 80–77  |
| ASVE | 64–90 | 65–82 | 77–67 | 71–68 | –     | 76–78  |
| FENE | 59–82 | 83–87 | 68–76 | 67–62 | 61–68 | –      |

### Grupo B
|    | Equipo                 | PJ | PG | PP | PF  | PC  | Dif |
| -- | ---------------------- | -- | -- | -- | --- | --- | --- |
| 1. | Olympiacos BC          | 10 | 8  | 2  | 884 | 787 | +97 |
| 2. | Unicaja Málaga         | 10 | 7  | 3  | 784 | 775 | +9  |
| 3. | KK Partizan Belgrado   | 10 | 5  | 5  | 745 | 757 | -12 |
| 4. | Efes Pilsen SK         | 10 | 4  | 6  | 808 | 793 | +15 |
| 5. | BC Lietuvos Rytas      | 10 | 4  | 6  | 741 | 784 | -43 |
| 6. | Entente Orléans Loiret | 10 | 2  | 8  | 722 | 788 | -66 |

|      | OLYM  | UNIC  | PART  | EFES   | LIET  | ORLÉ  |
| ---- | ----- | ----- | ----- | ------ | ----- | ----- |
| OLYM | –     | 89–68 | 81–60 | 105–90 | 97–73 | 94–72 |
| UNIC | 86–68 | –     | 64–72 | 93–88  | 91–84 | 72–88 |
| PART | 86–80 | 64–72 | –     | 93–92  | 97–67 | 78–71 |
| EFES | 85–93 | 77–79 | 77–67 | –      | 77–62 | 77–64 |
| LIET | 83–89 | 71–73 | 78–56 | 77–70  | –     | 77–72 |
| ORLÉ | 84–88 | 74–86 | 75–72 | 60–75  | 62–69 | –     |

### Grupo C
|    | Equipo                   | PJ | PG | PP | PF  | PC  | Dif |
| -- | ------------------------ | -- | -- | -- | --- | --- | --- |
| 1. | PBC CSKA Moscú           | 10 | 8  | 2  | 730 | 700 | +30 |
| 2. | Caja Laboral Baskonia    | 10 | 7  | 3  | 779 | 735 | +44 |
| 3. | Maccabi Electra Tel Aviv | 10 | 6  | 4  | 794 | 737 | +57 |
| 4. | Maroussi BC              | 10 | 4  | 6  | 744 | 764 | -20 |
| 5. | Lottomatica Roma         | 10 | 4  | 6  | 713 | 737 | -24 |
| 6. | KK Olimpia Ljubljana     | 10 | 1  | 9  | 677 | 764 | -87 |

|      | CSKA  | BASK   | MACC  | MARO  | ROMA  | OLIM  |
| ---- | ----- | ------ | ----- | ----- | ----- | ----- |
| CSKA | –     | 84–83  | 77–72 | 78–65 | 69–74 | 79–69 |
| BASK | 67–71 | –      | 86–81 | 73–65 | 67–60 | 62–53 |
| MACC | 71–54 | 82–91  | –     | 75–67 | 79–59 | 85–65 |
| MARO | 65–66 | 86–103 | 83–75 | –     | 71–83 | 74–62 |
| ROMA | 57–72 | 77–65  | 90–92 | 74–87 | –     | 69–48 |
| OLIM | 77–80 | 76–82  | 65–82 | 75–81 | 87–70 | –     |

### Grupo D
|    | Equipo                | PJ | PG | PP | PF  | PC  | Dif  |
| -- | --------------------- | -- | -- | -- | --- | --- | ---- |
| 1. | Real Madrid CF        | 10 | 8  | 2  | 811 | 660 | +121 |
| 2. | Panathinaikos BC      | 10 | 8  | 2  | 792 | 697 | +95  |
| 3. | BC Khimki             | 10 | 6  | 4  | 740 | 733 | +7   |
| 4. | Asseco Prokom Gdynia  | 10 | 4  | 6  | 747 | 810 | -63  |
| 5. | Armani Jeans Milán    | 10 | 3  | 7  | 724 | 741 | -17  |
| 6. | EWE Baskets Oldenburg | 10 | 1  | 9  | 657 | 800 | -143 |

|      | RMAD   | PANA  | KHIM   | PROK  | OMIL  | OLDN  |
| ---- | ------ | ----- | ------ | ----- | ----- | ----- |
| RMAD | –      | 80–70 | 70–59  | 94–72 | 82–69 | 73–60 |
| PANA | 67–76  | –     | 101–66 | 74–66 | 80–68 | 96–63 |
| KHIM | 84–81  | 82–87 | –      | 89–67 | 79–63 | 77–72 |
| PROK | 82–76  | 65–75 | 75–70  | –     | 88–83 | 81–87 |
| OMIL | 66–75  | 67–75 | 68–72  | 82–69 | –     | 79–51 |
| OLDN | 61–104 | 64–67 | 49–62  | 80–82 | 70–79 | –     |

## Top 16
Los dos primeros de cada grupo alcanzan la ronda eliminatoria.

### Grupo E
|    | Equipo                | PJ | PG | PP | PF  | PC  | Dif |
| -- | --------------------- | -- | -- | -- | --- | --- | --- |
| 1. | Regal F. C. Barcelona | 6  | 5  | 1  | 465 | 396 | +69 |
| 2. | KK Partizan Belgrado  | 6  | 3  | 3  | 389 | 422 | -33 |
| 3. | Panathinaikos BC      | 6  | 2  | 4  | 439 | 442 | -3  |
| 4. | Maroussi BC           | 6  | 2  | 4  | 419 | 452 | -33 |

|      | FCBA  | PART  | PANA  | MARO  |
| ---- | ----- | ----- | ----- | ----- |
| FCBA | –     | 82–64 | 83–71 | 79–69 |
| PART | 67–66 | –     | 66–82 | 79–76 |
| PANA | 67–70 | 59–64 | –     | 82–79 |
| MARO | 58–85 | 57–49 | 80–78 | –     |

### Grupo F
|    | Equipo                   | PJ | PG | PP | PF  | PC  | Dif |
| -- | ------------------------ | -- | -- | -- | --- | --- | --- |
| 1. | Maccabi Electra Tel Aviv | 6  | 4  | 2  | 444 | 423 | +21 |
| 2. | Real Madrid CF           | 6  | 3  | 3  | 447 | 444 | +3  |
| 3. | Montepaschi Siena        | 6  | 3  | 3  | 481 | 497 | -16 |
| 4. | Efes Pilsen SK           | 6  | 2  | 4  | 445 | 453 | -8  |

|      | MACC  | RMAD  | MONT  | EFES  |
| ---- | ----- | ----- | ----- | ----- |
| MACC | –     | 81–76 | 97–82 | 72–62 |
| RMAD | 64–66 | –     | 77–69 | 77–70 |
| MONT | 76–72 | 83–76 | –     | 93–87 |
| EFES | 63–56 | 75–77 | 88–78 | –     |

### Grupo G
|    | Equipo               | PJ | PG | PP | PF  | PC  | Dif |
| -- | -------------------- | -- | -- | -- | --- | --- | --- |
| 1. | PBC CSKA Moscú       | 6  | 5  | 1  | 494 | 448 | +46 |
| 2. | Asseco Prokom Gdynia | 6  | 3  | 3  | 471 | 455 | +16 |
| 3. | Unicaja Málaga       | 6  | 2  | 4  | 450 | 452 | -2  |
| 4. | BC Žalgiris Kaunas   | 6  | 2  | 4  | 454 | 514 | -60 |

|      | CSKA  | PROK  | UNIC  | ŽALG  |
| ---- | ----- | ----- | ----- | ----- |
| CSKA | –     | 84–73 | 86–78 | 84–71 |
| PROK | 88–81 | –     | 63–82 | 89–65 |
| UNIC | 70–76 | 50–70 | –     | 86–68 |
| ŽALG | 68–83 | 93–88 | 89–84 | –     |

### Grupo H
|    | Equipo                | PJ | PG | PP | PF  | PC  | Dif |
| -- | --------------------- | -- | -- | -- | --- | --- | --- |
| 1. | Olympiacos BC         | 6  | 5  | 1  | 536 | 504 | +32 |
| 2. | Caja Laboral Baskonia | 6  | 3  | 3  | 515 | 521 | -6  |
| 3. | BC Khimki             | 6  | 3  | 3  | 476 | 487 | -11 |
| 4. | KK Cibona Zagreb      | 6  | 1  | 5  | 486 | 501 | -15 |

|      | OLYM  | BASK   | KHIM  | CIBN   |
| ---- | ----- | ------ | ----- | ------ |
| OLYM | –     | 102–85 | 87–69 | 78–75  |
| BASK | 85–89 | –      | 71–82 | 102–90 |
| KHIM | 96–83 | 83–94  | –     | 83–70  |
| CIBN | 94–97 | 75–78  | 82–63 | –      |

## Cuartos de final

### Cuarto de final 1
| 23 de marzo de 2010 | Regal F.C. Barcelona                               | 68–61        | Real Madrid CF                                     |                                                                     |  |
|                     | Parciales: 19-17, 18-19, 14-15, 17-10              |              |                                                    |                                                                     |  |
|                     | Estadísticas Mickeal 18 N'Dong 7 Navarro & Rubio 3 | Pts Reb Asts | Estadísticas Lavrinovič 14 Lavrinovič 8 Prigioni 8 | Pabellón: Palau Blaugrana, Barcelona Asistencia: 7.428 espectadores |  |

| 25 de marzo de 2010 | Regal F. C. Barcelona                      | 63–70        | Real Madrid CF                           |                                                                     |  |
|                     | Parciales: 8-15, 19-17, 13-18, 23-20       |              |                                          |                                                                     |  |
|                     | Estadísticas Mickeal 13 Lorbek 7 Navarro 3 | Pts Reb Asts | Estadísticas Tomić 22 Jarić 6 Prigioni 4 | Pabellón: Palau Blaugrana, Barcelona Asistencia: 7.585 espectadores |  |

| 30 de marzo de 2010 | Real Madrid CF                        | 73–84        | Regal F.C. Barcelona                                |                                                                         |  |
|                     | Parciales: 14-25, 17-21, 19-15, 23-23 |              |                                                     |                                                                         |  |
|                     | Estadísticas Tomić 23 Jarić 4 Jarić 4 | Pts Reb Asts | Estadísticas Navarro 24 Mickeal & Rubio 5 Lakovič 3 | Pabellón: Palacio de Vistalegre, Madrid Asistencia: 13.500 espectadores |  |

| 1 de abril de 2010                          | Real Madrid CF                                         | 78–84        | Regal F.C. Barcelona                        |                                                                         |  |  |
|                                             | Parciales: 19-20, 22-25, 21-20, 16-19                  |              |                                             |                                                                         |  |  |
|                                             | Estadísticas Llull 20 Veličković 6 Hansen & Prigioni 4 | Pts Reb Asts | Estadísticas Navarro 21 Vázquez 7 Navarro 3 | Pabellón: Palacio de Vistalegre, Madrid Asistencia: 13.700 espectadores |  |  |
| Regal F. C. Barcelona gana la serie por 3–1 |                                                        |              |                                             |                                                                         |  |  |
|                                             |                                                        |              |                                             |                                                                         |  |  |

### Cuarto de final 2
| 23 de marzo de 2010 | Maccabi Electra Tel Aviv                    | 77–85        | KK Partizan Belgrado                          |                                                                 |  |
|                     | Parciales: 27-12, 19-20, 20-26, 11-27       |              |                                               |                                                                 |  |
|                     | Estadísticas Perkins 13 Fischer 7 Perkins 6 | Pts Reb Asts | Estadísticas Kecman 29 McCalebb 10 McCalebb 6 | Pabellón: Nokia Arena, Tel Aviv Asistencia: 11.500 espectadores |  |

| 25 de marzo de 2010 | Maccabi Electra Tel Aviv                                      | 98–78        | KK Partizan Belgrado                       |                                                                 |  |
|                     | Parciales: 26-24, 28-15, 19-19, 25-20                         |              |                                            |                                                                 |  |
|                     | Estadísticas Bluthenthal & Wisniewski 17 Fischer 6 Anderson 5 | Pts Reb Asts | Estadísticas Marić 16 Roberts 7 McCalebb 5 | Pabellón: Nokia Arena, Tel Aviv Asistencia: 11.500 espectadores |  |

| 30 de marzo de 2010 | KK Partizan Belgrado                                                   | 81–73        | Maccabi Electra Tel Aviv                             |                                                                 |  |
|                     | Parciales: 26-17, 21-17, 17-16, 17-23                                  |              |                                                      |                                                                 |  |
|                     | Estadísticas McCalebb 18 Marić, McCalebb, Roberts & Vraneš 7 Roberts 3 | Pts Reb Asts | Estadísticas Anderson 13 Eidson & Perkins 7 Eidson 5 | Pabellón: Pionir Hall, Belgrado Asistencia: 20.783 espectadores |  |

| 1 de abril de 2010                     | KK Partizan Belgrado                         | 76–67        | Maccabi Electra Tel Aviv                                              |                                                                 |  |  |
|                                        | Parciales: 18-16, 20-19, 17-17, 21-15        |              |                                                                       |                                                                 |  |  |
|                                        | Estadísticas McCalebb 19 Roberts 12 Kecman 4 | Pts Reb Asts | Estadísticas Wisniewski 15 Perkins 8 Anderson, Fischer & Wisniewski 2 | Pabellón: Pionir Hall, Belgrado Asistencia: 21.367 espectadores |  |  |
| KK Partizan Belgrado gana la serie 3–1 |                                              |              |                                                                       |                                                                 |  |  |
|                                        |                                              |              |                                                                       |                                                                 |  |  |

### Cuarto de final 3
| 23 de marzo de 2010 | PBC CSKA Moscú                                                    | 86–63        | Caja Laboral Baskonia                                            |                                                                            |  |
|                     | Parciales: 24-19, 25-10, 21-15, 16-19                             |              |                                                                  |                                                                            |  |
|                     | Estadísticas Vorontsevich 15 Planinić & Vorontsevich 7 Planinić 7 | Pts Reb Asts | Estadísticas San Emeterio & Teletović 11 Herrmann 6 Singletary 4 | Pabellón: CSKA Universal Sports Hall, Moscú Asistencia: 3.900 espectadores |  |

| 25 de marzo de 2010 | PBC CSKA Moscú                                                      | 83–63        | Caja Laboral Baskonia                                                                       |                                                                            |  |
|                     | Parciales: 19-18, 16-12, 24-11, 24-22                               |              |                                                                                             |                                                                            |  |
|                     | Estadísticas Khryapa & Šiškauskas 14 Kaun 8 Planinić & Šiškauskas 4 | Pts Reb Asts | Estadísticas Splitter & Teletović 11 San Emeterio & Teletović 5 San Emeterio & Singletary 4 | Pabellón: CSKA Universal Sports Hall, Moscú Asistencia: 4.500 espectadores |  |

| 30 de marzo de 2010 | Caja Laboral Baskonia                            | 66–53        | PBC CSKA Moscú                                |                                                                        |  |
|                     | Parciales: 16-12, 15-12, 11-17, 24-12            |              |                                               |                                                                        |  |
|                     | Estadísticas Splitter 15 Splitter 7 Singletary 4 | Pts Reb Asts | Estadísticas Khryapa 9 Šiškauskas 7 Khryapa 3 | Pabellón: Fernando Buesa Arena, Vitoria Asistencia: 9.500 espectadores |  |

| 1 de abril de 2010                   | Caja Laboral Baskonia                                 | 70–74        | PBC CSKA Moscú                                       |                                                                        |  |  |
|                                      | Parciales: 11-22, 27-8, 15-15, 17-29                  |              |                                                      |                                                                        |  |  |
|                                      | Estadísticas San Emeterio 23 San Emeterio 9 Huertas 7 | Pts Reb Asts | Estadísticas Holden 19 Kaun 10 Holden & Šiškauskas 4 | Pabellón: Fernando Buesa Arena, Vitoria Asistencia: 9.300 espectadores |  |  |
| PBC CSKA Moscú gana la serie por 3–1 |                                                       |              |                                                      |                                                                        |  |  |
|                                      |                                                       |              |                                                      |                                                                        |  |  |

### Cuarto de final 4
| 23 de marzo de 2010 | Olympiacos BC                                          | 83–79        | Asseco Prokom Gdynia                        |                                                                               |  |
|                     | Parciales: 18-19, 17-20, 25-15, 23-25                  |              |                                             |                                                                               |  |
|                     | Estadísticas Kleiza 26 Bourousis & Kleiza 6 Teodosić 6 | Pts Reb Asts | Estadísticas Woods 23 Woods 11 Harrington 5 | Pabellón: Peace and Friendship Stadium, Atenas Asistencia: 8.700 espectadores |  |

| 25 de marzo de 2010 | Olympiacos BC                               | 90–73        | Asseco Prokom Gdynia                   |                                                                               |  |
|                     | Parciales: 25-14, 21-24, 16-20, 28-15       |              |                                        |                                                                               |  |
|                     | Estadísticas Kleiza 26 Kleiza 9 Teodosić 12 | Pts Reb Asts | Estadísticas Woods 20 Woods 14 Logan 4 | Pabellón: Peace and Friendship Stadium, Atenas Asistencia: 9.200 espectadores |  |

| 30 de marzo de 2010 | Asseco Prokom Gdynia                          | 81–78        | Olympiacos BC                                    |                                                                      |  |
|                     | Parciales: 22-18, 23-15, 19-24, 17-21         |              |                                                  |                                                                      |  |
|                     | Estadísticas Ewing & Woods 18 Jagla 9 Woods 4 | Pts Reb Asts | Estadísticas Childress 20 Childress 5 Teodosić 9 | Pabellón: Gdynia Sports Arena, Gdynia Asistencia: 5.000 espectadores |  |

| 1 de abril de 2010                  | Asseco Prokom Gdynia                  | 70–86        | Olympiacos BC                                                   |                                                                      |  |  |
|                                     | Parciales: 20-28, 12-22, 16-16, 22-20 |              |                                                                 |                                                                      |  |  |
|                                     | Estadísticas Logan 18 Jagla 6 Logan 3 | Pts Reb Asts | Estadísticas Childress 22 Schortsanitis & Teodosić 7 Teodosić 5 | Pabellón: Gdynia Sports Arena, Gdynia Asistencia: 4.900 espectadores |  |  |
| Olympiacos BC gana la serie por 3–1 |                                       |              |                                                                 |                                                                      |  |  |
|                                     |                                       |              |                                                                 |                                                                      |  |  |

## Final Four

### Semifinales

#### Semifinal 1
| 7 de mayo de 2010 | Regal F.C. Barcelona                     | 64–54        | PBC CSKA Moscú                                  |                                                                                   |  |
|                   | Parciales: 12-11, 17-10, 18-20, 17-13    |              |                                                 |                                                                                   |  |
|                   | Estadísticas Vázquez 11 Lorbek 9 Rubio 8 | Pts Reb Asts | Estadísticas Šiškauskas 19 Kaun 10 Šiškauskas 5 | Pabellón: Palais Omnisports de Paris-Bercy, París Asistencia: 14.768 espectadores |  |

#### Semifinal 2
| 7 de mayo de 2010 | KK Partizan Belgrado                                | 80–83        | Olympiacos BC                                 |                                                                                   |  |
|                   | Parciales: 17-15, 11-18, 24-19, 15-15 (T.E.: 13-16) |              |                                               |                                                                                   |  |
|                   | Estadísticas McCalebb 21 Veselý 10 Roberts 5        | Pts Reb Asts | Estadísticas Kleiza 19 Kleiza 11 Papaloukas 5 | Pabellón: Palais Omnisports de Paris-Bercy, París Asistencia: 14.768 espectadores |  |

### Tercer lugar
| 9 de mayo de 2010 | PBC CSKA Moscú                                          | 90–88        | KK Partizan Belgrado                         |                                                                                   |  |
|                   | Parciales: 25-20, 22-24, 14-18, 17-16 (T.E.: 12-10)     |              |                                              |                                                                                   |  |
|                   | Estadísticas Langdon 32 Khryapa 6 Holden & Šiškauskas 4 | Pts Reb Asts | Estadísticas Roberts 16 Roberts 8 McCalebb 4 | Pabellón: Palais Omnisports de Paris-Bercy, París Asistencia: 14.768 espectadores |  |

### Final
| 9 de mayo de 2010 | Regal F.C. Barcelona                                         | 86–68        | Olympiacos BC                                                 |                                                                                   |  |
|                   | Parciales: 28-19, 19-17, 17-14, 22-18                        |              |                                                               |                                                                                   |  |
|                   | Estadísticas Navarro 21 Mickeal & Navarro 5 Navarro & Sada 3 | Pts Reb Asts | Estadísticas Childress 15 Childress 6 Papaloukas & Teodosić 3 | Pabellón: Palais Omnisports de Paris-Bercy, París Asistencia: 14.768 espectadores |  |

| Campeones de la Euroleague 2009-10 |
| ---------------------------------- |
| F.C. Barcelona Segundo título      |

## Nominaciones

### Primer quinteto ideal de la temporada
| Posición  | Jugador             | Equipo                |
| --------- | ------------------- | --------------------- |
| Base      | Miloš Teodosić      | Olympiacos BC         |
| Escolta   | Juan Carlos Navarro | Regal F. C. Barcelona |
| Alero     | Linas Kleiza        | Olympiacos BC         |
| Ala-pívot | Viktor Khryapa      | PBC CSKA Moscú        |
| Pívot     | Aleks Marić         | KK Partizan Belgrado  |

|  | MVP de la temporada |

### Segundo quinteto ideal de la temporada
| Posición  | Jugador            | Equipo                |
| --------- | ------------------ | --------------------- |
| Base      | Bo McCalebb        | KK Partizan Belgrado  |
| Alero     | Josh Childress     | Olympiacos BC         |
| Alero     | Ramūnas Šiškauskas | PBC CSKA Moscú        |
| Ala-pívot | Eražem Lorbek      | Regal F. C. Barcelona |
| Pívot     | Tiago Splitter     | Caja Laboral Baskonia |

### MVP de la Final Four
| Posición | Jugador             | Equipo                |
| -------- | ------------------- | --------------------- |
| Escolta  | Juan Carlos Navarro | Regal F. C. Barcelona |

### PremioAlphonso Fordal mejor anotador
| Posición | Jugador      | Equipo        |
| -------- | ------------ | ------------- |
| Alero    | Linas Kleiza | Olympiacos BC |

### Mejor defensor
| Posición  | Jugador        | Equipo         |
| --------- | -------------- | -------------- |
| Ala-pívot | Viktor Khryapa | PBC CSKA Moscú |

### Estrella emergente
| Posición | Jugador     | Equipo                |
| -------- | ----------- | --------------------- |
| Base     | Ricky Rubio | Regal F. C. Barcelona |

### PremioAlexander Gomelskyal mejor entrenador
| Entrenador     | Equipo                |
| -------------- | --------------------- |
| Xavier Pascual | Regal F. C. Barcelona |

### Jugador del mes
| Mes       | Jugador             | Equipo                   |
| --------- | ------------------- | ------------------------ |
| Octubre   | Bojan Popović       | BC Lietuvos Rytas        |
| Noviembre | Pete Mickeal        | Regal F. C. Barcelona    |
| Diciembre | Aleks Marić         | KK Partizan Belgrado     |
| Enero     | Miloš Teodosić      | Olympiacos BC            |
| Febrero   | Alan Anderson       | Maccabi Electra Tel Aviv |
| Marzo     | Viktor Khryapa      | PBC CSKA Moscú           |
| Abril     | Juan Carlos Navarro | Regal F. C. Barcelona    |

### Jugador de la jornada
| Jornada     | Jugador               | Equipo                   | Valoración |
| ----------- | --------------------- | ------------------------ | ---------- |
| 1           | Darjuš Lavrinovič     | Real Madrid CF           | 49         |
| 2           | Tiago Splitter        | Caja Laboral Baskonia    | 36         |
| 2           | Matt Walsh            | KK Olimpia Ljubljana     | 36         |
| 3           | Romain Sato           | Montepaschi Siena        | 37         |
| 4           | Ioannis Bourousis     | Olympiacos BC            | 32         |
| 5           | Keith Langford        | BC Khimki                | 38         |
| 5           | Aleks Marić           | KK Partizan Belgrado     | 38         |
| 6           | Dainius Salenga       | BC Žalgiris Kaunas       | 28         |
| 7           | Aleks Marić           | KK Partizan Belgrado     | 49         |
| 8           | Aleks Marić           | KK Partizan Belgrado     | 29         |
| 9           | Chuck Eidson          | Maccabi Electra Tel Aviv | 34         |
| 9           | Miloš Teodosić        | Olympiacos BC            | 34         |
| 10          | Ricky Rubio           | Regal F. C. Barcelona    | 33         |
| 10          | Ramūnas Šiškauskas    | PBC CSKA Moscú           | 33         |
| Top16 - 1   | Robertas Javtokas     | BC Khimki                | 29         |
| Top16 - 1   | Fernando San Emeterio | Caja Laboral Baskonia    | 29         |
| Top16 - 1   | Ramūnas Šiškauskas    | PBC CSKA Moscú           | 29         |
| Top16 - 2   | Alan Anderson         | Maccabi Electra Tel Aviv | 40         |
| Top16 - 3   | Terrell McIntyre      | Montepaschi Siena        | 43         |
| Top16 - 4   | Jamont Gordon         | KK Cibona Zagreb         | 40         |
| Top16 - 5   | Bojan Bogdanović      | KK Cibona Zagreb         | 28         |
| Top16 - 6   | Romain Sato           | Montepaschi Siena        | 27         |
| PlayOff - 1 | Dušan Kecman          | KK Partizan Belgrado     | 30         |
| PlayOff - 2 | Linas Kleiza          | Olympiacos BC            | 35         |
| PlayOff - 3 | Juan Carlos Navarro   | Regal F. C. Barcelona    | 29         |
| PlayOff - 4 | Fernando San Emeterio | Caja Laboral Baskonia    | 30         |